# Carlos Alberto Dias
Carlos Alberto Dias (n. 5 mai 1967, Brasília, Districtul Federal, Brazilia) este un fost fotbalist brazilian.
Dias a debutat la echipa națională a Braziliei în anul 1992.

## Statistici
| Brazilia | Brazilia | Brazilia |
| An       | Meciuri  | Goluri   |
| -------- | -------- | -------- |
| 1992     | 1        | 0        |
| Total    | 1        | 0        |